# Alchemilla glabrata
Alchemilla glabrata é uma espécie de rosácea do gênero Alchemilla, pertencente à família Rosaceae.